# 決戰皇城
《決戰皇城》   是香港無綫電視1989年播出的古装電視連續劇，講述主角高寒星如何與仇人對決的故事。全劇共20集。監製梅小青，主要演員有鄭少秋、鄧萃雯、梁家仁等。主題曲鄭少秋主唱。無綫電視於1988年12月將此劇以海外影帶形式出售到東南亞地區，受到當地觀眾的關注，其後在1989年3月於翡翠台首次播出。
本劇是鄭少秋在1992年接拍《大時代》前，最後一部參演的無綫電視劇集。由於《誓不低頭》的迴響極大，同時他跟嘉禾約滿後，不少製作人及獨立片商紛紛找他合作，連提攜他風靡影視圈的監製招振強，繼70年代參演《民間傳奇》、《倚天屠龍記》後也再次向他招手，因此他在劇集殺青後，先後應導演黃志強及亞視邀請，遠赴上海市拍攝《天羅地網》及《上海風雲》，因此他並沒有親自宣傳本劇。

## 剧情简介
高寒星（鄭少秋飾）偶遇被奸臣秦檜（駱應鈞飾）夫婦陷害的忠臣岳飛（劉江飾），但寒星相救不成反而得罪了秦檜夫婦，因此，寒星不斷被秦檜夫婦所針對。此時，皇帝宋高宗（李國麟飾）為了討好高家，決定將靖康公主（謝寧飾）許配於寒星，但是兩人並未知道互為意中人。另一方面，微服私訪宋國的金國冷月公主（鄧萃雯飾）卻對寒星一見鐘情，芳心暗許。寒星之父高天晴（楊澤霖）為救欽宗而遭金人所殺，寒星只好與為尋找晴報殺父之仇的柳殘陽（梁家仁飾），幸好靖康從中協助才能拖延時間。高宗為除寒星，使計使到寒星受到金國所困，冷月為救寒星假意與星成親，而殘陽保護為救愛人的靖康來到金國。不料，冷月一時醋意大發舉箭殺死靖康，悲憤的星與陽決定暫時拋開仇恨為靖康報仇……

## 演员表
- 鄭少秋－高寒星
- 鄧萃雯－完颜冷月
- 謝　寧－靖康公主
- 梁家仁－柳残阳
- 關禮傑－ 完颜亡宋
- 王綺琴－文雪姬
- 駱應鈞－秦檜
- 劉江－岳飛
- 朱鐵和－韓世忠
- 柳影虹－王氏
- 李國麟－宋高宗
- 楊澤霖－高天晴
- 關海山－周三畏